# Chionodes holosericella
Chionodes holosericella — вид лускокрилих комах з родини виїмчастокрилі молі (Gelechiidae).

## Поширення
Вид поширений в Північній та Центральній Європі, на Кавказі, у Сибіру та Кореї.

## Опис
Розмах крил Chionodes holosericella становить 15–18 мм.

## Спосіб життя
Дорослі особини були зареєстровані на крилі з червня по серпень.